# Hockey Club Falcons Bressanone
L'Hockey Club Falcons Bressanone (in tedesco: Hockey Club Falcons Brixen) è una squadra di hockey su ghiaccio di Bressanone (BZ), fondata nel 1987. Fino al 2013 la squadra era denominata Hockey Club Bressanone (in tedesco: Hockey Club Brixen).
La squadra si allena presso il palaghiaccio di Bressanone, posto nella zona sud della cittadina.

## Storia
La società è nata il 15 maggio 1987 come Hockey Club Fana Ghiaccio, prendendo però poi presto il nome di Hockey Club Bressanone. Primo presidente fu Roberto Padovani, che mantenne la carica per 26 anni.
Nella sua seconda stagione la squadra riuscì a vincere la serie C guadagnando la promozione in B, ma già nel 1992 la prima squadra venne sciolta per concentrarsi sulle giovanili.
La prima squadra tornò in serie B nel 2000-2001, mantenuta poi nelle due stagioni successive (anche col cambio di denominazione in A2). Con la riforma dei campionati del 2003-2004, la squadra giocò nella rinata serie B, vincendola e guadagnando l'accesso alla serie A2 che sarebbe rinata nella stagione successiva. Chiuse il campionato 2004-2005 all'ultimo posto, retrocedendo in Serie C Under 26.
Il 15 marzo 2013 l'Hockey Club Bressanone passò di mano ad una nuova gestione composta da sei ex giocatori di hockey su ghiaccio brissinesi: Alex Gusella (nuovo presidente), Oliver Schenk, Luca Scardoni, Patrick Bona, Matthias Lazzeri e Thomas Oberegger.
Due mesi dopo, venne presentato il nuovo nome, Hockey Club Falcons Bressanone, ed il nuovo logo. Per le prime due stagioni la squadra ha continuato a disputare solo campionati giovanili; dalla stagione 2015-2016 è tornata ad avere una squadra senior, iscritta tuttavia non in un campionato italiano, ma al girone tirolese della quarta serie austriaca, la Tiroler Eliteliga.
L'esperienza all'estero durò due stagioni: nell'estate del 2017 la FISG revocò il nulla osta alla partecipazione a campionati esteri per tutte le società ad esclusione di quelle iscritte in EBEL e Alps Hockey League. I Falcons si iscrissero alla terza serie, che aveva assunto la nuova denominazione di Italian Hockey League - Division I, vincendola in finale contro il ValpEagle.
Grazie a questa vittoria l'anno seguente il team di Bressanone poté iscriversi al campionato di Italian Hockey League 2018-2019 (la vecchia Serie B), ottenendo un ottimo quarto posto finale. In coppa Italia (disputata a partire dal 2016 tra le iscritte in cadetteria) uscirà in semifinale.

## Cronistoria
- 1987 - Fondazione
- 2013-2014 - Ristrutturazione societaria; nascita dei Falcons; Settore Giovanile
- 2014-2015 - Settore Giovanile
- 2015-2016 - ? in Tiroler Eliteliga
- 2016-2017 - ? in Tiroler Eliteliga
- 2017-2018 - 1° in Italian Hockey League - Division I
- 2018-2019 - 4° in Italian Hockey League (5° in regular season)